# Ben Lundqvist
Ben Hugo Lundqvist, född 18 november 1943 i Mariehamn, är en åländsk skeppsredare. Han är brorson till Stig Lundqvist.
Lundqvist blev diplomekonom 1967 och juris kandidat 1970. Han började tidigt arbeta inom familjebolaget Lundqvistrederierna Ab, där han 1995 utsågs till verkställande direktör. Via internationella dotterbolag kontrollerar företaget en flotta som omfattar åtta tankfartyg (2005). Även brodern Dick Lundqvist (född 1946) är verksam som direktör i familjerederiet, som under decennier varit ett av Ålands mest lönsamma företag. 

Familjen är också största aktieägare i färjerederiet Viking Line; år 2004 kontrollerade familjen Lundqvist 30 procent av aktierna, varav Ben Lunqvist har ett personligt innehav på 3,7 %. Ben Lundqvist har varit styrelsemedlem sedan 1978, styrelseordförande sedan 1995. Brodern Dick Lundqvist har varit styrelsemedlem sedan år 2000.